# 都木聡
都木 聡（たかぎ さとし、1971年11月9日 - ）は、日本の実業家。株式会社セレス創業者・代表取締役社長。

## 人物・来歴
東京都世田谷区出身。1994年上智大学経済学部卒業、野村證券入社。2000年サイバーエージェント入社。サイバーエージェント社長室長を経て、2002年退社し独立。2005年セレス設立、同社代表取締役に就任。インターネット広告サイト・モッピーの運営などを手掛け、2014年に東京証券取引所マザーズに上場。2016年東京証券取引所市場第一部に市場変更。